# Proyectos arquitectónicos de Catalina de Médici

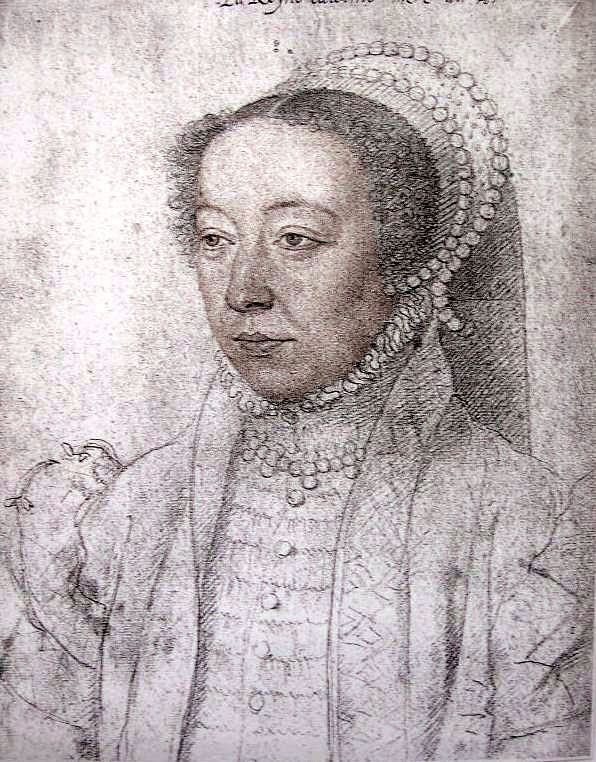
Catalina de Médici, por François Clouet.

Algunos de los proyectos arquitectónicos de Catalina de Médici incluyen la capilla Valois en Saint-Denis, el palacio de las Tullerías, el Hôtel de la Reine en París y extensiones del castillo de Chenonceau, cerca de Blois. 
Nacida en 1519 en Florencia, de padre italiano y madre francesa, Catalina de Médici fue influenciada por el renacimiento francés e italiano. Catalina creció en Florencia y luego en Roma, bajo la tutela de los papas ligados a los Médici, León X y Clemente VII. En 1533, a la edad de catorce años, abandonó Italia y se casó con Enrique, el segundo hijo de Francisco I y de la reina Claudia de Francia. Al hacerlo, entró a la mayor corte renacentista en el norte de Europa.
El rey Francisco le impuso a Catalina, su nuera, un ejemplo de realeza y difusión por el arte que ella nunca olvidó. Ella fue testigo de los enormes esquemas arquitectónicos que el rey Francisco puso en práctica en Chambord y Fontainebleau y aprendió de los artesanos italianos y franceses, quienes juntos forjaron el estilo que posteriormente se conocería como «Escuela de Fontainebleau». El rey Francisco murió en 1547 y Catalina se convirtió en la reina consorte de Francia. Sin embargo, no fue hasta 1559 con la muerte de su marido, el rey Enrique, que a los cuarenta años de edad, Catalina se volvió gobernante efectiva y empezó a colocarse como una gran patrocinadora de la arquitectura en el país. Durante las siguientes tres décadas, lanzó una serie de costosos proyectos de construcción destinados a mejorar la grandeza de la monarquía. No obstante, durante el mismo periodo, la guerra civil religiosa se apoderó del país y llevó a la monarquía a su punto más bajo.
A Catalina le encantaba supervisar cada proyecto personalmente, los arquitectos de aquellos días le dedicaban libros, sabiendo que ella los leería. A pesar de que gastó sumas colosales en la construcción y embellecimiento de monumentos y palacios, poco queda de la inversión de Catalina hoy en día; una columna dórica, algunos fragmentos en la esquina de los jardines de las Tullerías y una tumba vacía en Saint Denis. Las esculturas que ella encargó para la capilla Valois se perdieron y/o dañaron. Ahora, solo se pueden encontrar algunos pedazos en museos e iglesias. La reputación de Catalina de Médici como patrocinadora de los edificios perduró realmente en los diseños y tratados de sus arquitectos. Ellos dan testimonio de la vitalidad de la arquitectura francesa bajo su reinado. 

## Influencias
Los historiadores a menudo asumen que el amor de Catalina por las artes provenía de su herencia Médici. Como hija de los Médici, el historiador de arte francés Jean-Pierre Babelon sugiere que Catalina se guiaba por la pasión de construir y el deseo de dejar grandes logros antes de su muerte. Nacida en Florencia en 1519, Catalina vivió en el palacio Médici construido por Cosimo de Médici bajo los diseños de Michelozzo di Bartolomeo. Después de mudarse a Roma en 1530, ella vivió rodeada de tesoros clásicos y renacentistas, en otro palacio de los Médici, ahora llamado el Palazzo Madama. En este lugar, ella conoció a los principales artistas y arquitectos de aquellos tiempos quienes trabajaban en la ciudad. Más tarde, ella patrocinó algunos edificios en Francia, donde con frecuencia recurrió a los modelos italianos. Basó la construcción de Las Tullerías en el palacio de Pitti ubicado en Florencia. Además, ella originalmente planeó el diseño del Hôtel de la Reine, a partir del palacio de los Uffizi.

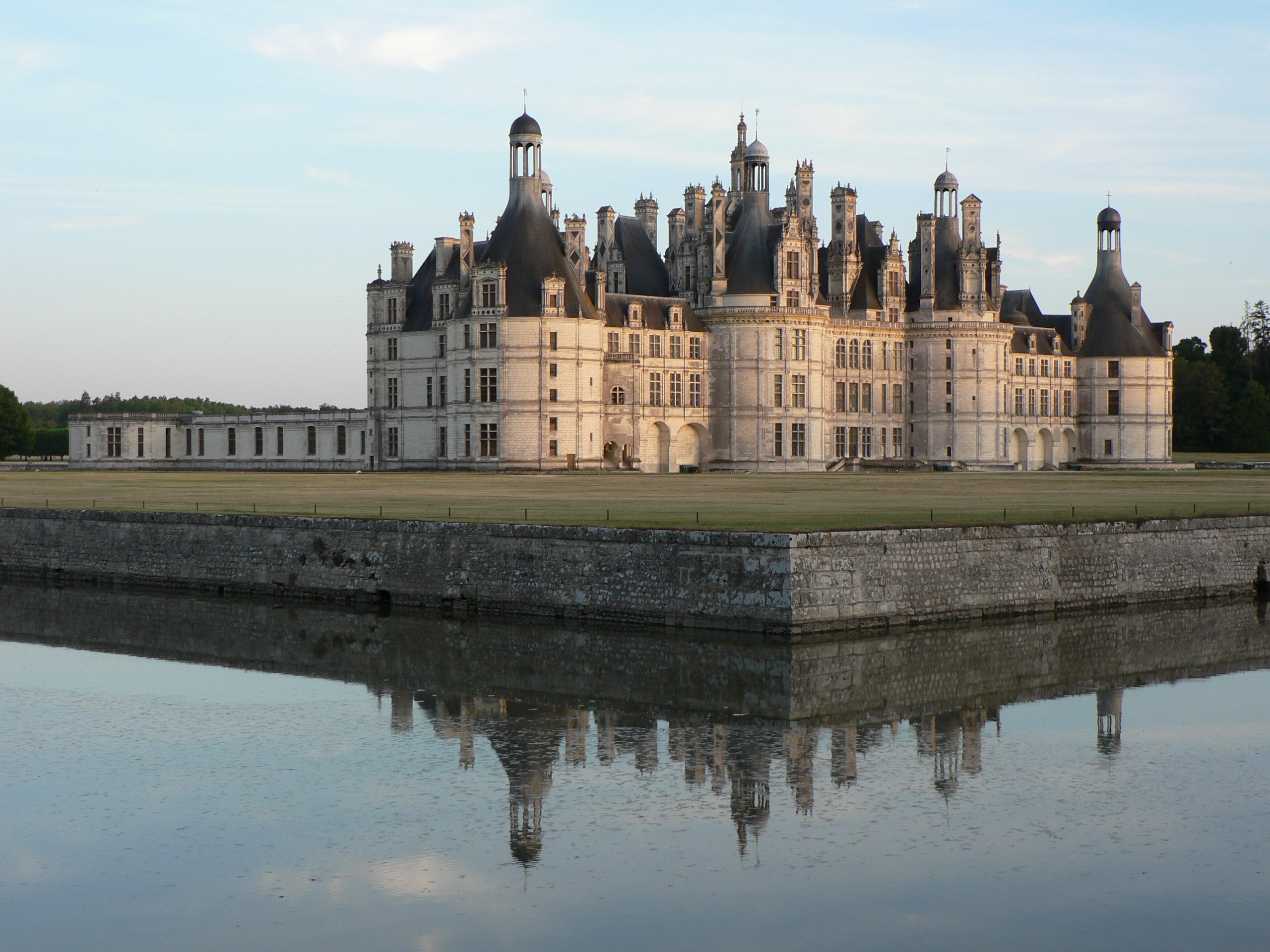
Château of Chambord, construido por el rey Francisco I

Sin embargo, Catalina dejó Italia en 1533 a la edad de catorce años y se casó con Enrique de Orleans, el segundo hijo del rey Francisco I de Francia. A pesar de que se mantuvo en contacto con su tierra nativa, Florencia, fue en la corte real francesa donde su gusto artístico maduró. El rey Francisco I le enseñó y plasmó profundamente en Catalina la forma en que un monarca debía actuar. Más tarde, ella copió la política de Francisco de establecer la grandeza de la dinastía en piedra a cualquier costo. Los lujosos proyectos de construcción de Francisco inspiraron los de ella.
Francisco era un constructor compulsivo. Comenzó obras de ampliación en el Louvre, añadió una nueva sección al antiguo castillo de Blois y construyó el gran castillo de Chambord, el cual mostró al emperador Carlos V del Sacro Imperio en 1539. También transformó la casa de campo de Fontainebleau en uno de los más grandes palacios de Europa, un proyecto que continuó bajo la tutela de Enrique II. Artistas como Rosso Fiorentino y Francesco Primaticcio trabajaron en el interior de esta construcción junto a artesanos franceses.
Esta unión del manierismo italiano y el patrocinio francés generó un estilo original que posteriormente sería conocido como la primera «Escuela de Fontainebleau». Los frescos y estucos de alto relieve en forma de pergamino, se pusieron de moda decorativa en Francia de una manera predominante durante la segunda mitad del siglo XVI. Más tarde, Catalina empleó a Primaticcio para diseñar la capilla Valois. También patrocinó a talentos franceses como los arquitectos Philibert de l'Orme y Jean Bullant, y al escultor Germain Pilon.
La muerte de Enrique II provocada por las heridas de una justa en 1559 cambió la vida de Catalina. Desde ese día, vistió de negro y tomó como emblema una lanza rota. Ella convirtió su viudez en una fuerza política que validó su autoridad durante los reinados de sus tres hijos. También intentó inmortalizar su tristeza por la muerte de su marido al tallar emblemas de amor y de su pena en las paredes de sus edificios. El ataúd que mandó hacer para Enrique fue colocado en la parte central de la capilla Valois. 

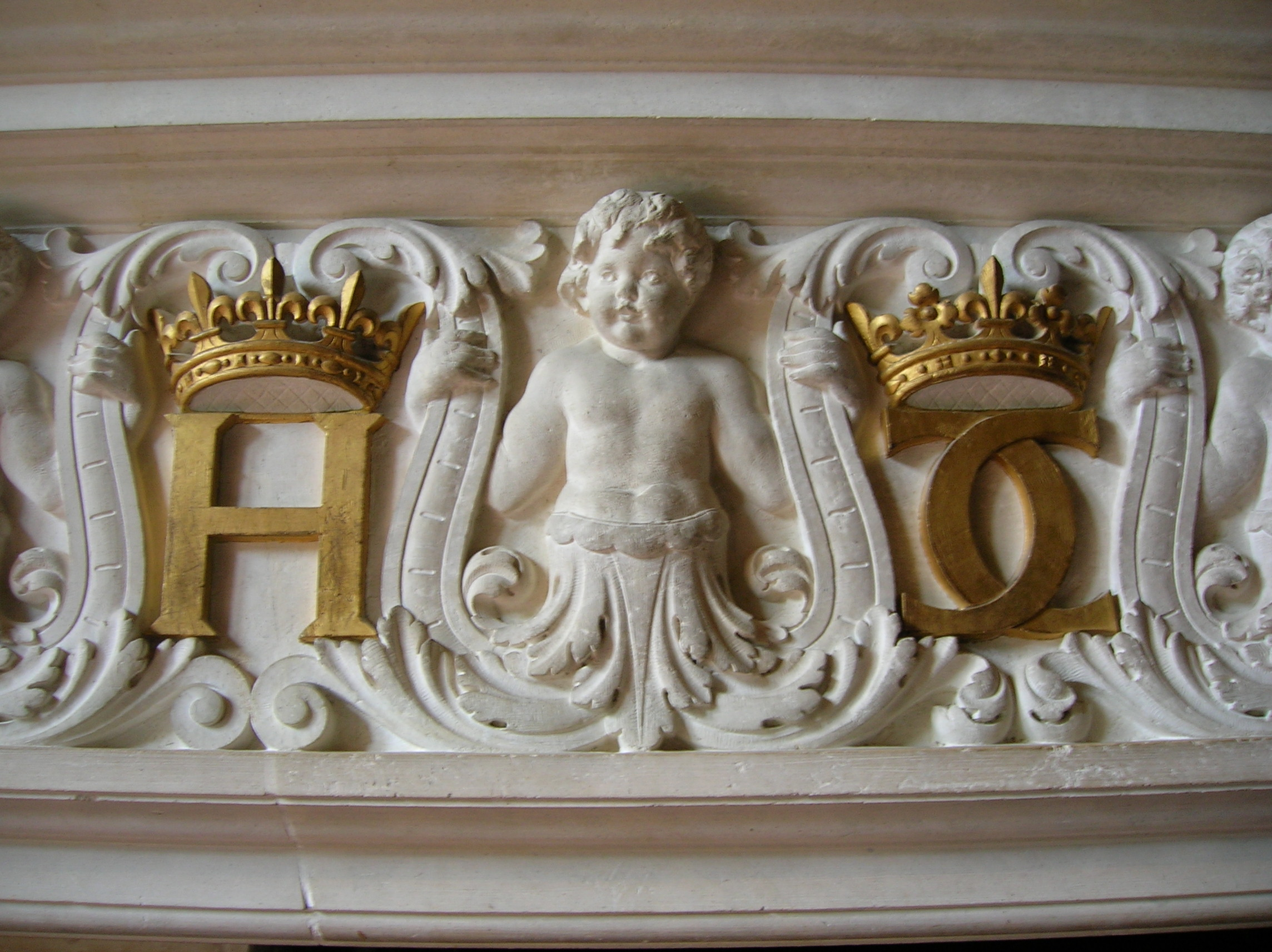
Iniciales de Enrique II y Catalina en una chimenea en Chenonceau

En 1562, un poema largo de Nicolás Houël comparó a Catalina con Artemisia, quien había construido el mausoleo en Halicarnaso, una de las siete maravillas del mundo antiguo, como una especie de tumba para su marido muerto. Artemisia también había actuado como regente para sus hijos, Houël hacia hincapié en la devoción de Artemisa a la arquitectura. En su dedicatoria le dijo a Catalina:

Aquí encontrará los edificios, columnas y pirámides que ella construyó en Rodas y Halicarnaso, que servirán como recuerdos para los que reflexionan sobre nuestro tiempo y que serán sorprendidos por sus propios edificios y la infinidad de los otros que ha construido y adornado con esculturas y pinturas hermosas.

## Capilla Valois
A la memoria de Enrique II, Catalina decidió añadir una nueva capilla a la basílica de Saint-Denis, donde eran enterrados tradicionalmente los reyes de Francia. Como la pieza central de esta capilla circular, a veces conocida como la rotonda de Valois, ella mandó a elaborar un magnífico e innovador ataúd para Enrique y también para ella misma. El diseño de este ataúd consistía en integrar las efigies de la tumba del rey y la reina con otras estatuas del resto de la capilla creando así una composición espacial.

### Arquitectura
Para liderar el proyecto de la capilla Valois, Catalina eligió a Francesco Primaticcio, quien había trabajado para Enrique durante el proyecto en Fontainebleu. Primaticcio diseñó la capilla como un edificio circular, coronada por una cúpula, que se unió al transepto norte de la basílica. El interior y el exterior de la capilla estaban decorados con pilastras, columnas y epitafios en mármol de color. El edificio contaba también con otras seis capillas que rodeaban las tumbas de Enrique y Catalina. El diseño circular de Primaticcio resolvió los problemas que enfrentaron los hermanos Giutsi y Philibert de l’Orme, que habían construido anteriormente las tumbas reales. Mientras que de l’Orme había diseñado la tumba de Francisco I para que solamente fuera vista desde enfrente o de lado, el diseño de Primaticcio permitió que la tumba fuera vista desde todos los ángulos. El historiador de arte Henri Zerner ha calificado a este diseño como «un gran drama ritualista que llenó el espacio celestial de la rotonda».
Los trabajos en la capilla empezaron en el año 1563 y continuaron durante las siguientes dos décadas. Primaticcio murió en 1570 y fue el arquitecto Jean Bullant quien retomó el proyecto dos años después. Después de la muerte de Bullant en 1578, Baptiste du Cerceau continuó el trabajo. La construcción fue abandonada en 1585. Lamentablemente, después de doscientos años, en 1793, una multitud lanzó los huesos de Catalina y Enrique a un pozo con los restos de los reyes y reinas franceses.

### La tumba

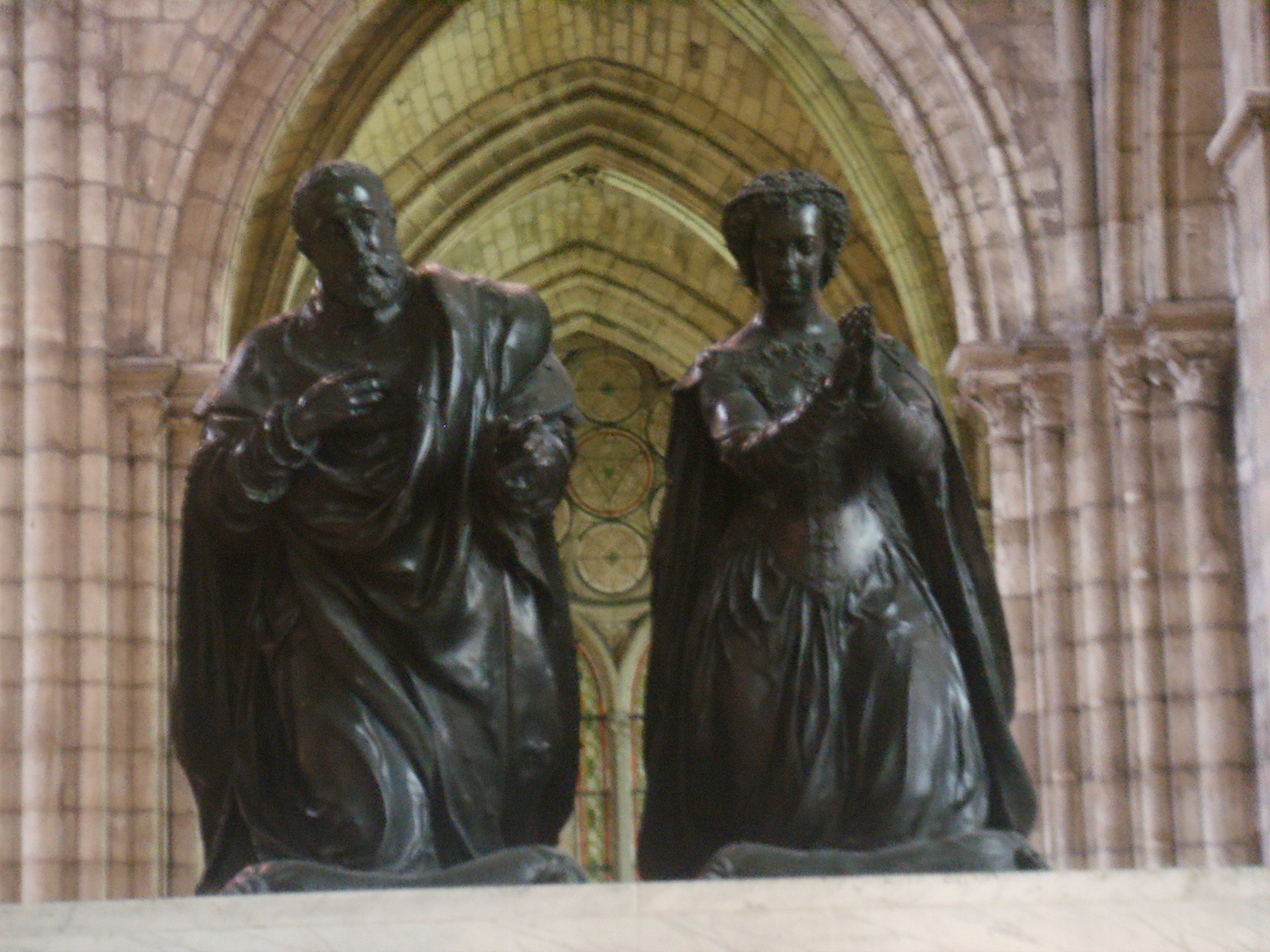
Efigies sobre la tumba de Enrique II y Catalina de Médici en la basílica de Saint Denis, talladas por Germain Pilon

Sin embargo, varios de los monumentos construidos para la capilla Valois han sobrevivido. Estos incluyen la tumba de Catalina y Enrique, descrita desde el punto de vista de Zerner como «la última y más brillante de las tumbas reales del Renacimiento». Primaticcio diseñó la estructura: eliminó los tradicionales bajorrelieves y mantuvo la ornamentación en un mínimo. El escultor Germain Pilon, quien había elaborado las estatuas para la tumba de Francisco I, talló dos juegos de efigies en la tumba, que representan la muerte y la vida eterna en el más allá. Las figuras del rey y la reina, fundidas en bronce, se muestran arrodilladas en oración en un pabellón de mármol soportado por doce columnas de mármol. Sus posturas se asemejan a las de las tumbas cercanas de Luis XII y Francisco I.
Las efigies de los cadáveres del rey y la reina se encontraban en la cámara mortuoria de abajo. El cadáver de Catalina sugiere el sueño en lugar de la muerte, mientras que Enrique posa extrañamente con la cabeza echada hacia atrás. Desde 1583, Pilon también esculpió otros efigies de Catalina y Enrique vistiendo sus coronas y túnicas de coronación. En este caso, él interpreta a Catalina de forma realista, con una papada. Estas dos estatuas estaban destinadas para flanquear el altar de la capilla. Las cuatro estatuas de bronce de Pilon están en la esquinas de la tumba. Pilon también esculpió los relieves que se encuentran alrededor de la base, mismos que se asemejan al trabajo de Bontemps en el monumento para el corazón de Francisco I.

### Estatuaria

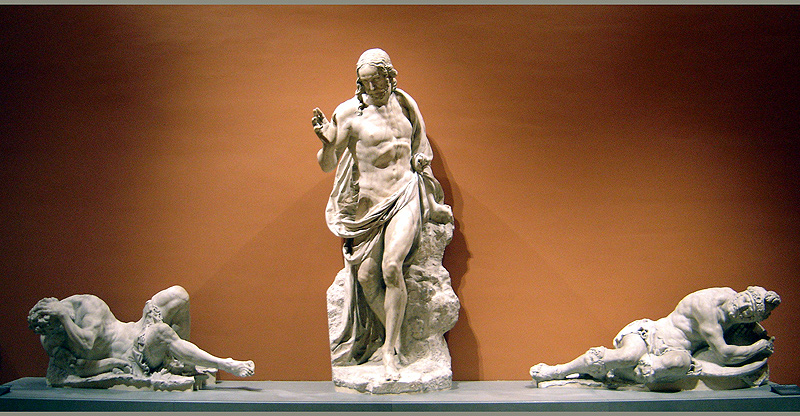
Fragmentos sobrevivientes de la Resurrección de Germain Pilon (1580), encargada por Catalina de Médici para el complejo de la capilla de Valois.

En 1580, Pilon empezó a trabajar en las estatuas que rodearían la tumba. Entre éstas, la Resurrección, ahora en el museo del Louvre, fue situada para ver de frente a la tumba de Catalina y Enrique desde un lado de la capilla. Este trabajo fue tributo para Miguel Ángel, quien había diseñado la tumba y las estatuillas para el papá de Catalina en la capilla de los Médici en Florencia.
La estatua de Pilon de San Francisco en Éxtasis se encuentra hoy en día en la iglesia de San Jean y San Francisco. Desde el punto de vista del historiador del arte Anthony Blunt, esta estatua marca el punto de salida de la tensión del manierismo y la entrada de las escasas sombras que se mostraban del barroco. Pilon había para ese entonces desarrollado un estilo más libre de esculpir de lo que antes se había visto en Francia, el trabajo de su predecesor Jean Goujon, por ejemplo, era más lineal y clásico.  Pilon representa abiertamente en su trabajo una emoción extrema, que a veces, llega a ser grotesca. Su estilo ha sido interpretado como un reflejo de una sociedad abrumada por el conflicto de las guerras religiosas francesas.

## Montceaux
El proyecto más antiguo de Catalina fue el castillo de Montceaux cerca de París, el cual le fue regalado por Enrique II en 1556, tres años antes de la muerte de su esposo. El edificio consta de un pabellón central con una escalera y dos alas también con un pabellón cada una. Catalina quería cubrir el pequeño callejón que se encontraba en el jardín, en el que Enrique jugaba pall mall, para lo que contrató a Philibert de l'Orme quien construyó un grotto (una especie de cueva artificial). Philibert diseñó todo para que pareciera una roca natural, desde donde los invitados de Catalina podían ver los juegos y tomar bebidas. El trabajo fue completado en 1558 pero no sobrevivió . El castillo dejó de ser usado como una residencia real después de 1640, y cayó en ruinas al ser demolido por el decreto revolucionario en 1798.

## Tullerías

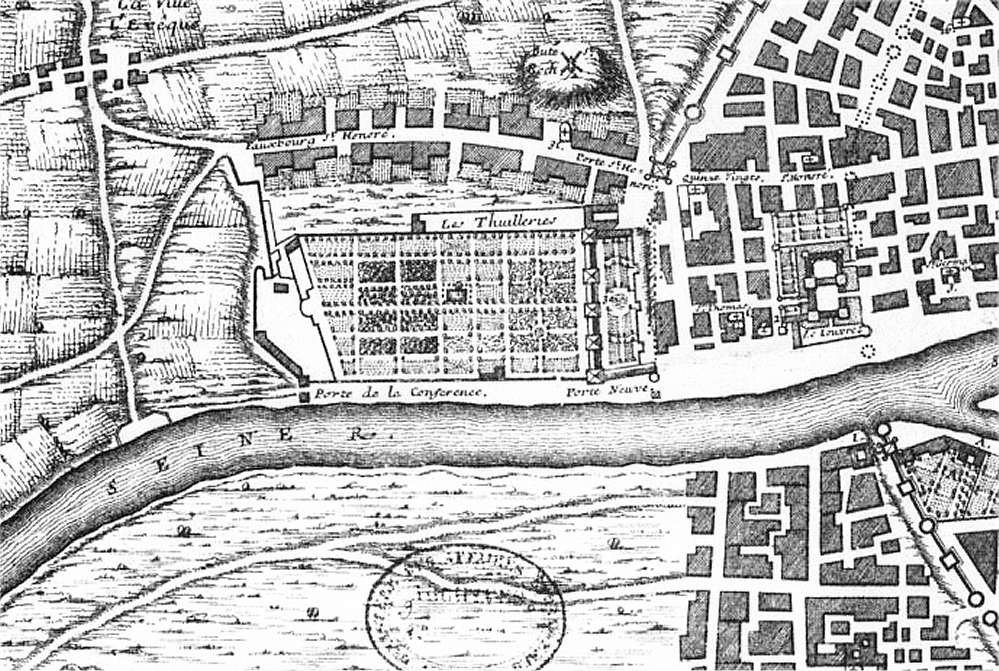
Mapa de París (1705) que muestra las Tullerías y el Louvre de 1589.

Tras la muerte de Enrique II, Catalina abandonó el palacio de los Tournelles, donde Enrique había permanecido después de que una lanza perforara su ojo y cerebro durante una pelea de justas. Para reemplazar este palacio, Catalina decidió en 1563 que se construiría una nueva residencia en París. El sitio de la nueva residencia había sido con anterioridad una fábrica de azulejos que se encontraba cerca del Louvre, el cual se extendía a lo largo del Sena y tenían una vista hacía la campiña del suroeste. Las Tullerías fue el primer palacio que Catalina planeó desde cero, y que se convirtió en uno de los edificios reales más grandes el último cuarto del siglo XVI en Europa del este. Esta construcción masiva transformó al París del oeste, ya que vista desde el río, era un complejo monumental.

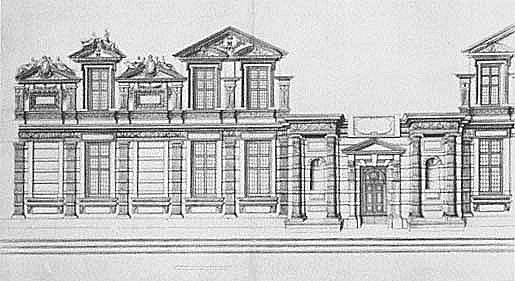
Detalle de la fachada de las Tullerías, diseñado por Philibert de l'Orme, y dibujado por Jacques Androuet du Cerceau.

Para diseñar el nuevo palacio, Catalina trajo de nuevo a Philibert de l'Orme. Este arquitecto, considerado un genio arrogante, había sido despedido como arquitecto de la corte real al final del reinado de Enrique II tras haberse ganado varios enemigos. Parecía ser que el estilo empleado en el proyecto de las Tullerías era diferente a su estilo intrínseco, se dice que De l'Orme le enseñó a Francia el «estilo clásico» —lúcido, racional y regular—. Sin embargo, el escribe que en este caso el añadió materiales y ornamentos para complacer a la reina. Los planos por lo tanto, incluyeron elementos decorativos que le dieron a este edificio un toque arquitectónico menos clásico.
Para las pilastras del palacio de Catalina, De l'Orme escogió un orden jónico, que consideró a su visión, un motivo femenino: 

No pasaré a otros asuntos sin antes mencionarle que escogí el presente motivo de orden icónico, de entre muchos otros, para poder ornamentar y darle realce al palacio, el cual su majestad la reina, hoy madre del rey Carlos IX, está construyendo en París. La razón por la que quería usar este orden icónico, en el palacio de su majestad la reina, es porque es femenino y fue diseñado de acuerdo a las proporciones y la belleza de las mujeres y las diosas, como lo fue el motivo dórico para los hombres, que es lo que los que mis antecesores me han enseñado; cuando ellos decidieron construir un palacio para algún dios, ellos usaban el motivo dórico, y para una diosa usaban el motivo icónico. Sin embargo, no todos los arquitectos han seguido este principio, mostrado en el texto de Vitruvius... Igualmente, he hecho uso del motivo icónico en el palacio de su majestad la reina ya que es delicado y de mayor belleza que el dórico, así como también está mayor ornamentado y enriquecido con distintas características.

Catalina de Médici estuvo planeando y supervisando la obra de cerca. Los informes De l'Orme, por ejemplo, dicen que la Reina le pidió quitar algunas columnas icónicas que le parecieron demasiado sencillas. Ella también insistió en paneles largos entre las buhardillas para hacer espacio para las inscripciones. Solamente una parte del esquema de De l'Orme nunca se construyó: la sección baja del pabellón centrar que contenía una escalera ovalada y un ala en cada lado. A pesar de que el trabajo y el diseño de De l'Orme fue abandonado en 1572, dos años después de su muerte, no es despreciado hoy en día. Según Thomson, «las porciones sobrevivientes del palacio que se encuentra dispersas entre los jardines de las Tullerías, los patios del Colegio de Bellas Artes en París y el castillo de la Punta en Córcega, muestran que las columnas, las pilastras y las buhardillas del palacio de las Tullerías eran piezas excepcionales de un estilo diferente al del Renacimiento francés».

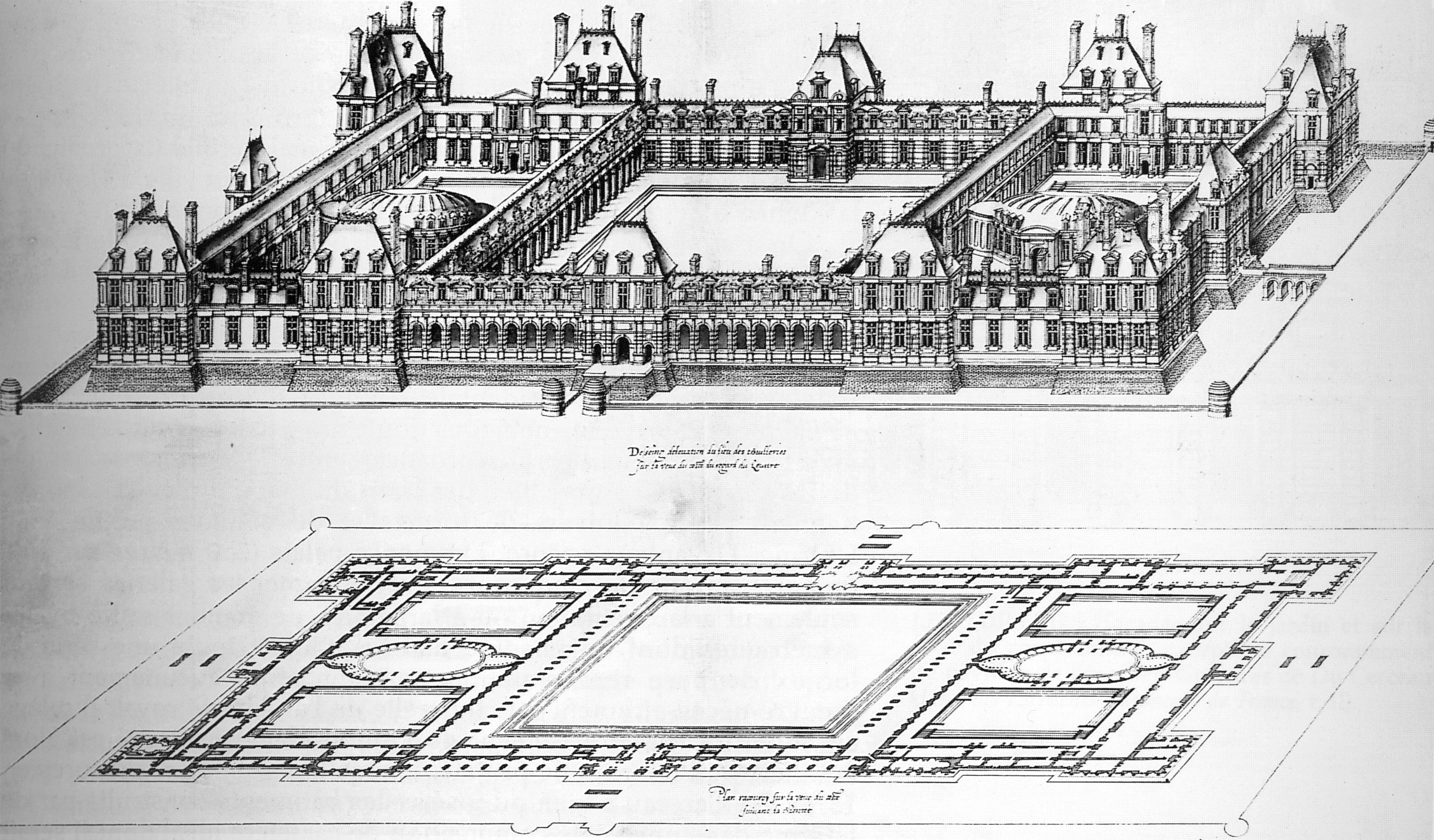
Dibujo por Jacques Androuet du Cerceau de un proyecto de ampliación para las Tullerías de 1578-1579 con salones ovalados.

Los planos originales de De l'Orme's no sobrevivieron. Sin embargo, Jacques Androuet du Cerceau, dejó planos sobre las Tullerías. Un grabado muestra un grandioso palacio con tres salas y dos salones ovalados. Este diseño es atípico del arquitecto De l'Orme y por ende puede ser propuesta de Cerceau o en dado caso, de su hijo Baptiste. El palacio hace alusión a las casas con pabellones y múltiples patios que Cerceau normalmente dibujaba entre 1560 y 1570. El historiador arquitectónico David Thomson sugiere que los salones ovalados en los patios de Cerceau fueron idea de Catalina de Médici. Ella pudo haberlos propuesto para usarlos en sus lujosos bailes y eventos.
Los dibujos de Cerceau revelan que antes de ser publicados en 1576, Catalina decidió juntar al Louvre con las Tullerías mediante una galería que recorría todo el oeste. Solo el primer piso de esta sección, la Petite Galerie fue completado. Lo posterior siguió bajo construcción de Enrique IV, quien reinó de 1589 a 1610, y quien añadió el segundo piso de la galería, Grande Galerie que finalmente ligó los dos lugares.
Tras la muerte de De l'Orme en 1570, Catalina abandonó la idea de ligar su residencia con el Louvre y optó por una casa independiente con patios. Añadió al ala no terminada un pabellón que se extendía del edificio hacia el río. Este fue construido con un estilo menos experimental por Jean Bullant. Bullant añadió columnas al pabellón, como se muestra en su libro escrito en 1564 sobre los órdenes clásicos. Algunos críticos han interpretado su enfoque poco convencional como una crítica de los monumentos romanos de De l'Orme.

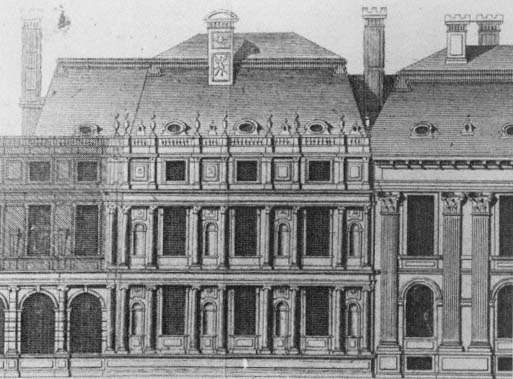
Pabellón de Jean Bullant's en las Tullerías representado en un grabado de 1725 por Michel Félibien.

A pesar de no estar terminado, Catalina visitaba el lugar con frecuencia. Organizaba banquetes y festividades y disfrutaba el caminar por sus jardines. Según el militar francés Marshal Tavanees, fue en los jardines de las Tullerías que sucedió la masacre de San Bartolomé, en el que cientos de hugonotes fueron descuartizados en París. Los jardines fueron trazados antes de que el palacio fuera cenusrado. Los trazos incluían canales, fuentes y cuevas decoradas con animales de vidrio elaborados por Bernard Palissy. En 1573, Catalina dio uno de los eventos más famosos en las Tullerías que hoy se representa en los tapices de Valois. Este fue un evento que hizo para los polacos que vinieron a ofrecerle a su hijo la corona de Polonia. Enrique IV añadió cosas al palacio, pero después, Louis XVI deshizo varias de estas contribuciones. Los comunistas prendieron fuego en 1871 a este lugar, doce años después las ruinas fueron demolidas y luego el resto se vendió.

## Saint-Maur
El palacio de Saint-Maur-des-Fossés al sureste de París, fue otro de los proyectos sin terminar de Catalina. Ella compró este edificio en el que Philibert De l'Orme había trabajado con anterioridad para los herederos del cardenal Jean du Bellay tras la muerte de este en 1560. Catalina comisionó a De l'Orme para terminar el trabajo que había empezado ahí. Dibujos hechos por Jacques Androuet du Cerceau, que hoy se encuentran en el Museo Británico, muestran algunas de las ideas que Catalina pudo tener para Saint-Maur. Estos dibujos muestran que el proyecto estaba destinado a ampliar cada ala de la construcción doblando el tamaño de los pabellones junto a la cuadra contigua a la casa. La casa estaba planeada para quedarse como de un solo piso, con un techo plano y pilastras rústicas.
De l'Orme murió en 1570 y en 1575 un arquitecto desconocido retomó el proyecto en Saint-Maur. El nuevo arquitecto propuso que se alzaran los pabellones con techos inclinados. También propuso la construcción de dos arcos más sobre la terraza que unirían a los pabellones de ambos lados del jardín. Desde el punto de vista del historiador R. J. Knecht, el esquema propuesto le habría dado a la casa sentido "colosal y hasta grotesco". El trabajo se llevó a cabo parcialmente y la casa nunca estuvo lista para que Catalina viviera en ella.

## El hotel de la Reina

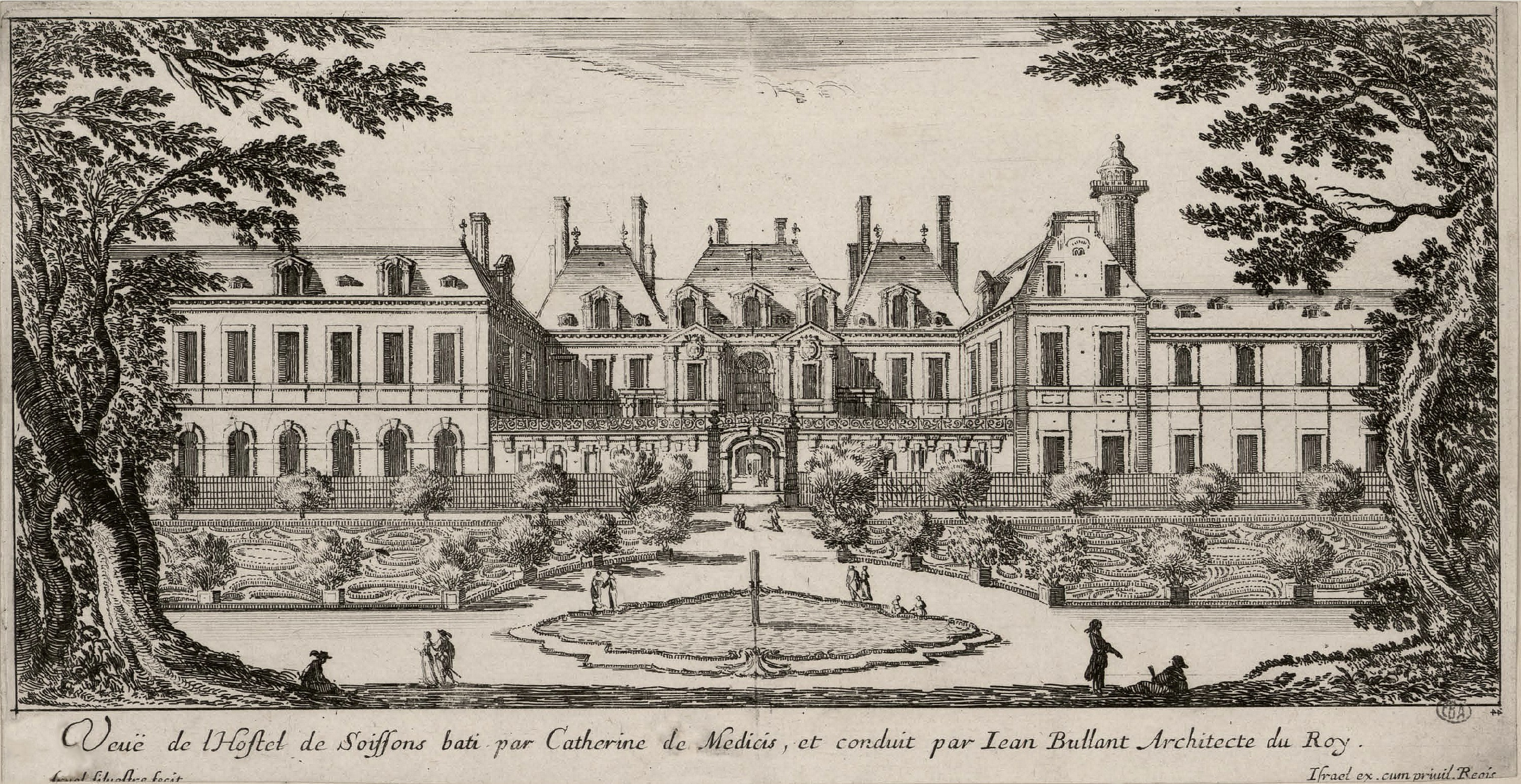
Un grabado de 1650 por Israël Silvestre del Hotel de la Reina en París: las secciones central y derecha son las que se construyeron cuando Catalina vivía.

Tras la muerte de De l'Orme, Jean Bullant se volvió el arquitecto de Catalina. En 1572, Catalina comisionó a Bullant para que creara una nueva casa para ella dentro de los muros de París. Ella había ocupado en su totalidad las habitaciones que tenía en el Louvre y necesitaba más espacio para todo el menaje de su casa. Para hacer más espacio para el nuevo proyecto y sus jardines, ella mandó demoler toda un área de París.
El nuevo palacio se conoció en la época de Catalina como el Hôtel de la Reine y luego como el Hôtel de Soissons. La arquitectura se basaba en el palacio Uffizi de Florencia, pero Catalina al final cambió de idea por una menos costosa. Grabados hechos por Israël Silvestre alrededor de 1650 y un plano de 1700 muestran que el Hotel de la Reina, poseía un ala central, un patio y jardines. El ala central consistía en tres pabellones con techos altos e inclinados. En el centro, había dos proyecciones altas decoradas con pilastras que flanqueaban un arco. Los jardines amurallados del hotel incluían un aviario, un lago con una fuente y una larga avenida con árboles. Catalina también instaló una orangerie. La construcción que se observa actualmente fue terminada después de la muerte de Bullant en 1582. El edificio fue demolido en 1760.

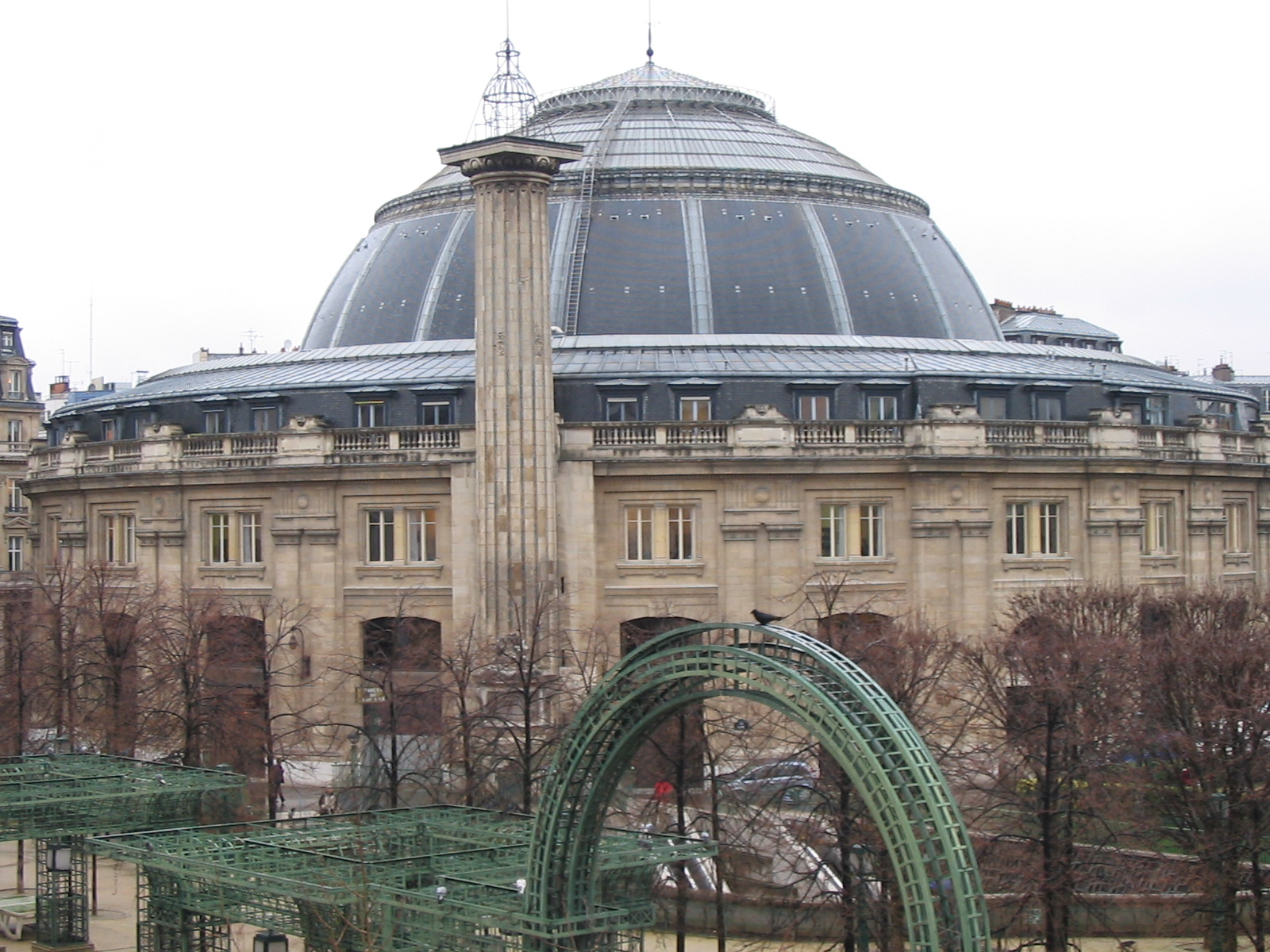
Columna del Horóscopo de Catalina de Médici a un lado de la Bolsa de comercio de París, es todo lo que queda del Hotel de la Reina diseñado por Jean Bullant.

Todo lo que queda del Hotel de la Reina hoy en día es una única columna dórica, conocida como la columna del horóscopo de Catalina, la cual se encuentra de pie en el patio. Ésta pueda apreciarse a un lado del domo de la bolsa de comercio. La biógrafa de Catalina, Leonie Frieda, la ha llamado "un recordatorio punzante de la naturaleza del poder". Las escaleras de adentro llevan a una plataforma que puede sostener a tres personas y está rematada con unas rejas de metal. Se piensa que un balcón pudo haber formado parte de esta estructura. El propósito de la columna no fue claro, pero pudo haber servido como un útil observatorio. Los astrólogos de Catalina pudieron haberlo usado para ver las estrellas. La columna también parece tener una importancia memorial. Los reflejos de espejos entrecortados dejan ver nudos de amor y las iniciales C y H, todos símbolos del dolo de Catalina por la pérdida de su esposo, que se encuentran entre las acanaladuras.

## Chenonceau

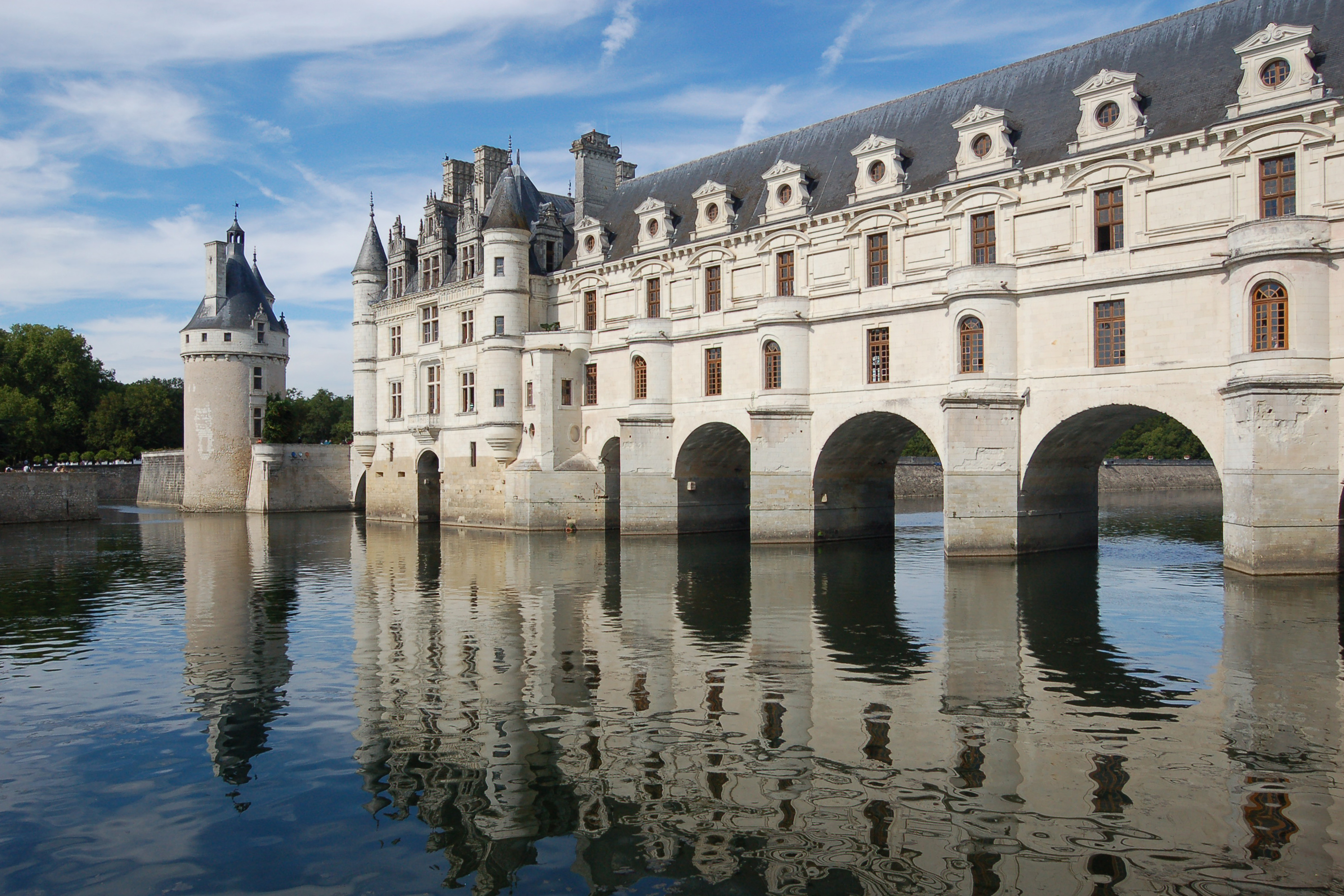
Catalina mandó a construir dos galerías en el puente Diane sobre el río Cher, en Chenonceau.

En 1576, Catalina decidió ampliar el castillo de Chenonceau, cerca de Blois. Ésta construcción pertenecía a la amante del Rey Enrique II, Diana de Poitiers. Catalina le quitó dicha propiedad después de la muerte de Enrique,  a ella nunca se le olvidó que Enrique le había regalado esta propiedad a Diana y no a ella. A cambio, Catalina le dio a Diane una construcción menos importante, Chaumont. Cuando Diane llegó a Chaumont, ella encontró símbolos oscuros, tales como estrellas pentagonales dibujadas en el piso. Ella inmediatamente se retiró a su castillo de Anet y nunca volvió a poner pie en Chaumont.
Antes de que Catalina llegara a Chenonceau, Diane había hecho ya algunos trabajos tales como el puente que construyó De l'Orme's sobre el río Cher. Cuando Catalina lo habitó, se dedicó a deshacer el trabajo de su rival. Gastó grandes sumas de dinero en la casa y en construir dos galerías como extensión sobre el puente. El arquitecto seguramente fue Bullant. Las decoraciones muestran la fantasía de su estilo tardío.

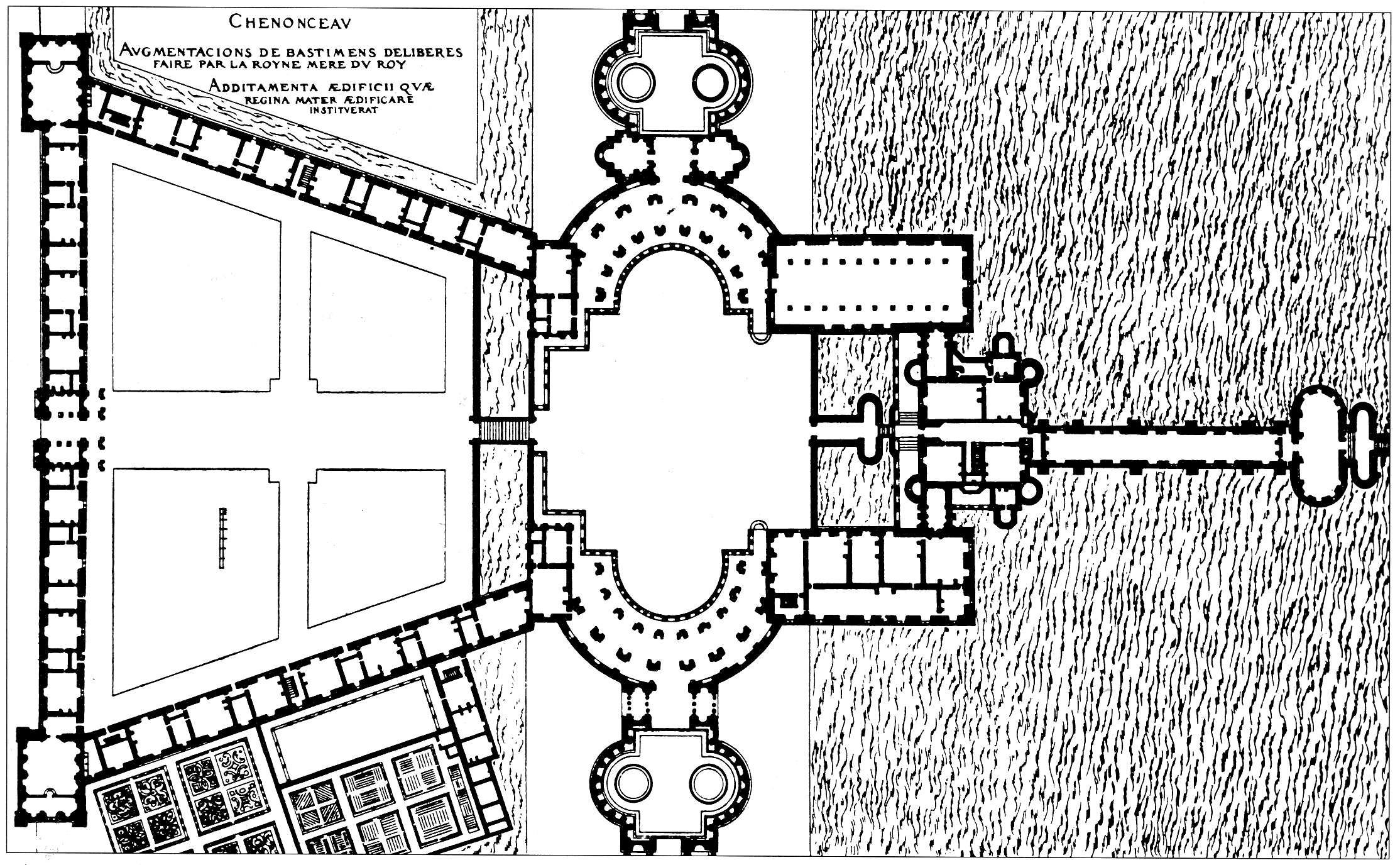
Planos de ampliación de Jean Bullant's para Chenonceau (c. 1572), dibujados por Jacques Androuet du Cerceau, en1579

Catalina amaba los jardines y generalmente conciliaba negocios en ellos. En Chenonceau, añadió cascadas, aviarios y un zoológico, con tres parques y árboles de morera para tener gusanos de seda.  Jacques Androuet du Cerceau hizo dibujos para este grandioso proyecto de Chenonceau. Un patio trapezoidal lleva al corazón del lugar donde se unen dos salones que flanquean la casa original. Sin embargo, estos dibujos no son muy fiables ya que Cerceau "algunas veces insertaba en sus libros diseños de ideas que le habían gustado o que le gustaría ver construidas en vez de lo que realmente diseñó y construyó en cuestión".
Jacques Androuet du Cerceau fue el arquitecto favorito de Catalina. Como Bullant, se convirtió en un fantástico diseñador con el tiempo. Sin embargo, nada de lo que construyó sobrevivió. En lugar de ello, es conocido por sus grabados de los proyectos arquitectónicos que se llevaron a cabo en ese entonces, incluyendo Saint-Maur, las Tullerías y Chenonceau. En 1576 y en 1579, produjo una publicación de dos volúmenes dedicadas a Catalina bajo el nombre de Les Plus Excellents Bastiments de France. Su trabajo es un invaluable recuerdo de los edificios que nunca fueron terminados o que fueron en un futuro substancialmente alterados.

## El fin de la dinastía
Catalina gastó sumas inmensas de dinero en edificios en tiempos de enfermedad, hambruna y problemas económicos para Francia. Mientras el país convergía más en la anarquía, sus planes se volvían cada vez más ambiciosos. Sin embargo, la monarquía Valois fue paralizada por la deuda y su autoridad moral se vio puesta en juego. El pueblo veía los edificios de Catalina como algo obscenamente extravagante. Esto fue especialmente cierto en París, donde ella pedía al parlamento que contribuyera al coste de sus construcciones. 
Ronsard plasmó este sentimiento en un poema:
The queen must cease building,

Her lime must stop swallowing our wealth...

Painters, masons, engravers, stone-carvers

Drain the treasury with their deceits.

Of what use is her Tuileries to us?

Of none, Moreau; it is but vanity.

It will be deserted within a hundred years.
Ronsard estuvo en lo cierto. La muerte del hijo de Catalina, Enrique III, en 1589 trajo consigo el fin de la dinastía Valois. Muy poco de las construcciones de Catalina sobrevivió.